# Tejupá
Tejupá este un oraș în São Paulo (SP), Brazilia.